# Echinochloa pyramidalis
Echinochloa pyramidalis är en gräsart som först beskrevs av Jean-Baptiste de Lamarck, och fick sitt nu gällande namn av Albert Spear Hitchcock och Mary Agnes Chase. Echinochloa pyramidalis ingår i släktet hönshirser, och familjen gräs. Inga underarter finns listade i Catalogue of Life.

## Bildgalleri

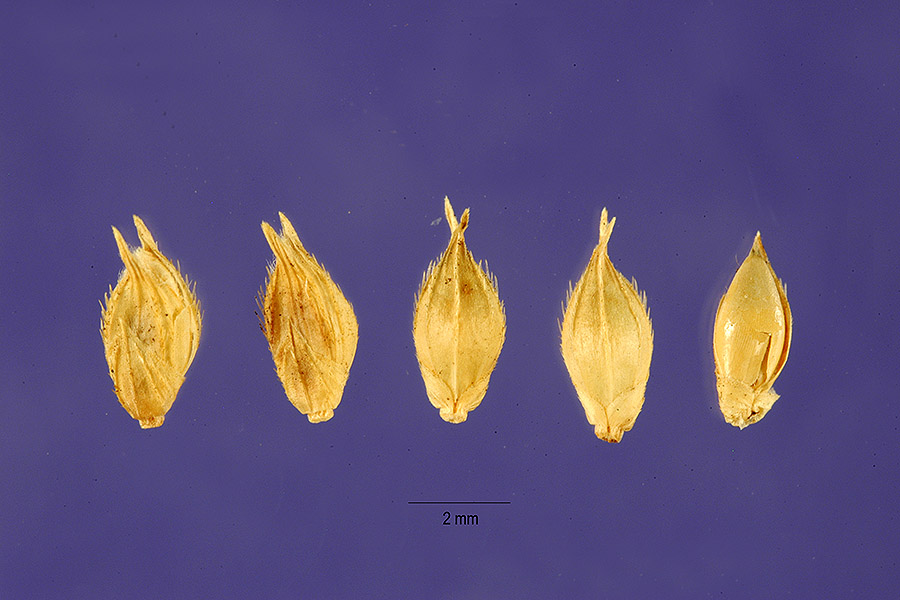